# Kandani-jinja
Kandani-jinja (japanska: 神谷神社?, Kandani-jinja) är en shintohelgedom i Sakaide, Kagawa prefektur. Den nämns i Engishikis gudanamsregister utfärdat år 967, och dess shakaku-rang var gōsha (distriktshelgedom).

## Sammanfattning
Helgedomen är belägen vid foten av Shiramineyama, ett av flera berg i Goshikidai, öster om Sakaide. Den finns i en liten dal som kallas Kamitani, och norr om den rinner ån Kamitanigawa.
Dess huvudbyggnad, eller honden, är det äldsta exemplet på Nagare-zukuri vars byggnadsdatum är känt,  och betecknas som en nationalskatt. Trots att helgedomen innehåller en så pass anmärkningsvärd byggnad är dess område relativt litet. Dessutom finns här Zuijinstatyer i trä, samt andra heliga skatter vilka räknas som viktiga kulturegendomar. 

## Dyrkadekami
Huvudsakliga gudar
- Homusubi no Mikoto
- Okutsuhiko no Mikoto
- Okutsuhime no Mikoto

Mindre gudar
- De fyra Kasuga gudarna 
  - Futsunushi no Kami
  - Takemikazuchi no Kami
  - Amenokoya no Mikoto
  - Himeōkami

## Historia

### Allmän historia
Det sägs att dalen där helgedomen ligger sedan urminnes tider har kallats för "kamitani" (gudadalen). Bakom byggnaden finns även en iwakura (en sten bebodd av en gud) som kallas för Eikōseki, och i närliggande område har man hittat keramik från Yayoiperioden.
Enligt helgedomens "shaden" (ett dokument som beskriver omständigheterna kring dess tillkomst) ska den ha grundats i Kōninperiodens tredje år (812) av en farbror till Kūkai vid namn Ato no Ōtari.
I Jōganperiodens sjunde år (865) blev den rankad som jugoi (lägre femte rang), och Jōgan 10 (868) upphöjd till shōgoi (övre femte rang). I Engishikis Jinmyōchō (gudanamnsregister) påbörjat under Engi 5 (905) är den inskriven som Kandani-jinja i Aya-gun, Sanuki provinsen, och räknas därför till kategorin Shikinaisha (helgedomar som nämns i Engishiki). Huvudbyggnaden uppfördes under Kempoperiodens sjunde år (1219), och på dess takås finns en inskription enligt vilken helgedomen ska ha uppnått rangen Shouichii. Med andra ord åtnjöt det vid denna tid den högsta möjliga positionen, och lär ha varit mycket vördad i området.
Under Meijiperioden blev den rankad som Gōsha, eller distriktshelgedom. I Shōwa 2 (1927) orsakade ett offerljus en eldsvåda i helgedomens haiden, vilket ledde till att den brann ned. Tack vare att närboende lyckades dra ner den brinnande byggnaden åt motsatt håll som Kandani-jinjas honden så undvek denna samma öde. Nuvarande haiden är en rekonstruktion av originalet uppförd mellan Shōwa tre och fem (1928–1930).

## Område
Helgedomens honden ersatte en tidigare byggnad i Kempo 7 (1219), under den tidiga Kamakuraperioden, och uppfördes enligt Mikkensha Nagare-zukuri. Den är det äldsta exemplet på helgedoms-arkitektur vars byggnadsår kan fastställas med säkerhet, och är utsedd till nationalskatt.

Ungefär 50 meter bakom denna byggnad finns en massiv sten som kallas Eikōseki. Det sägs att ritualer hölls kring den i forna tider i egenskap av iwakura (en sten som bebos av en gud). 

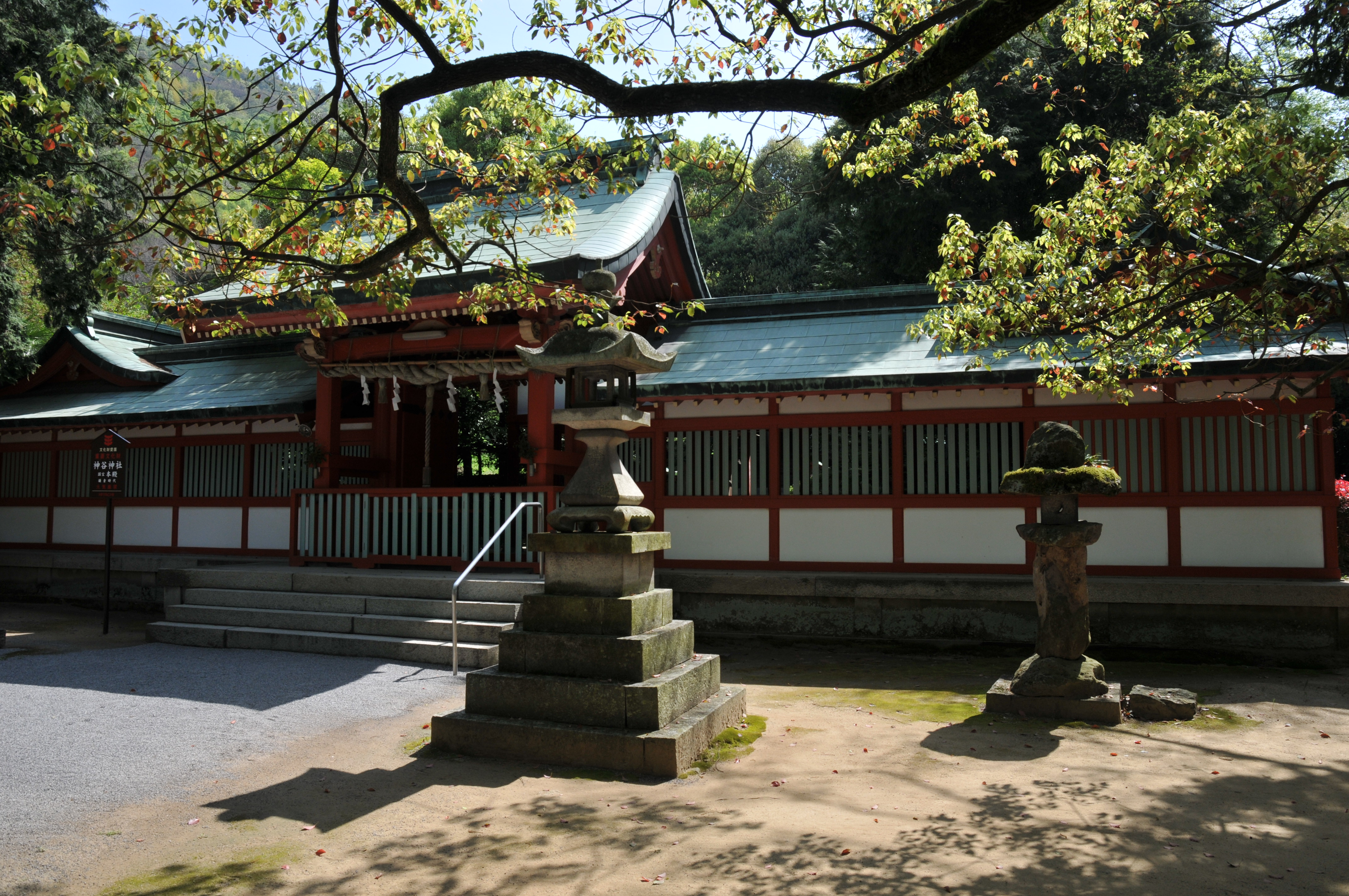
Haijo (en plats för tillbedjan)
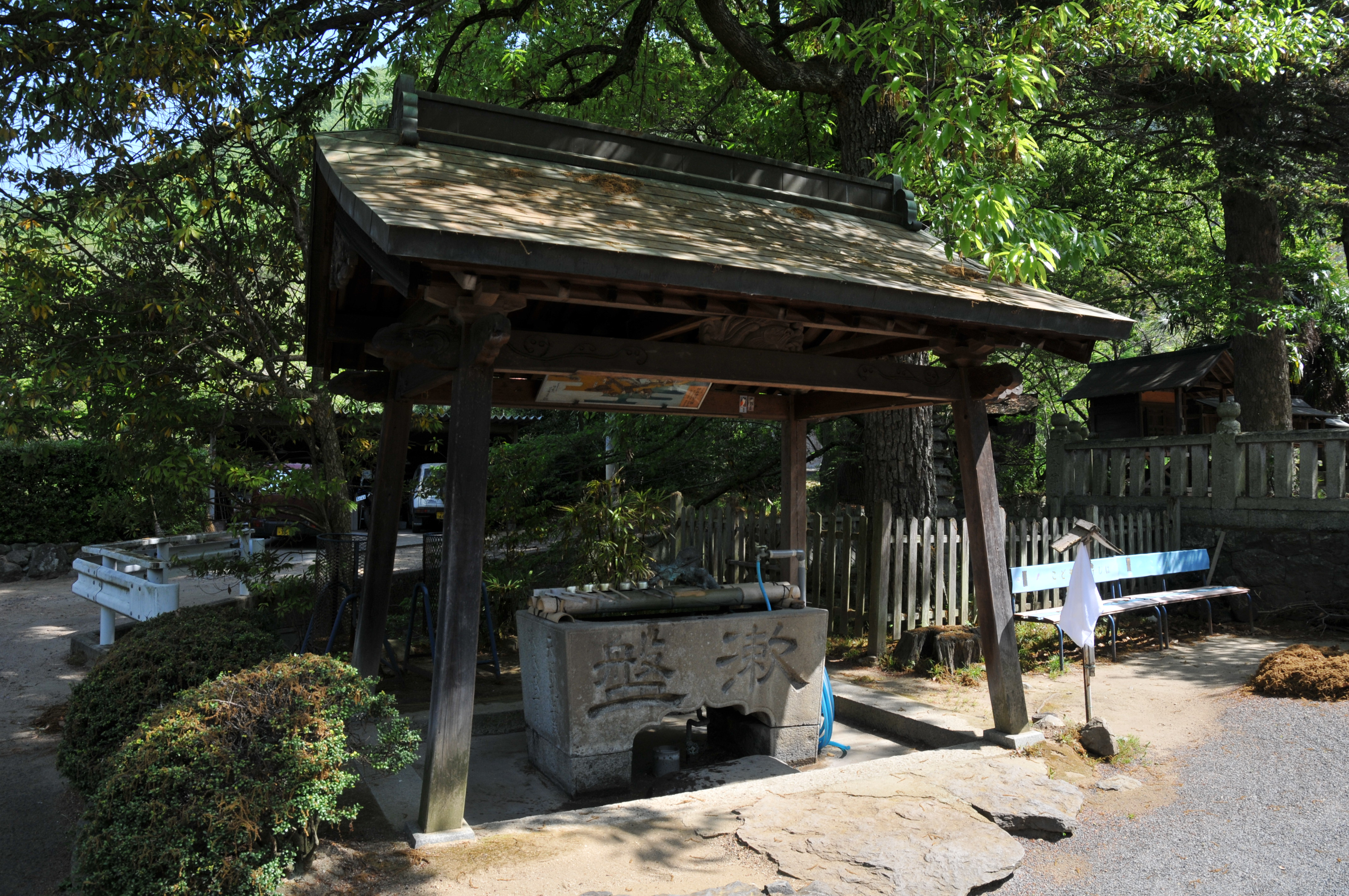
Chōzubachi
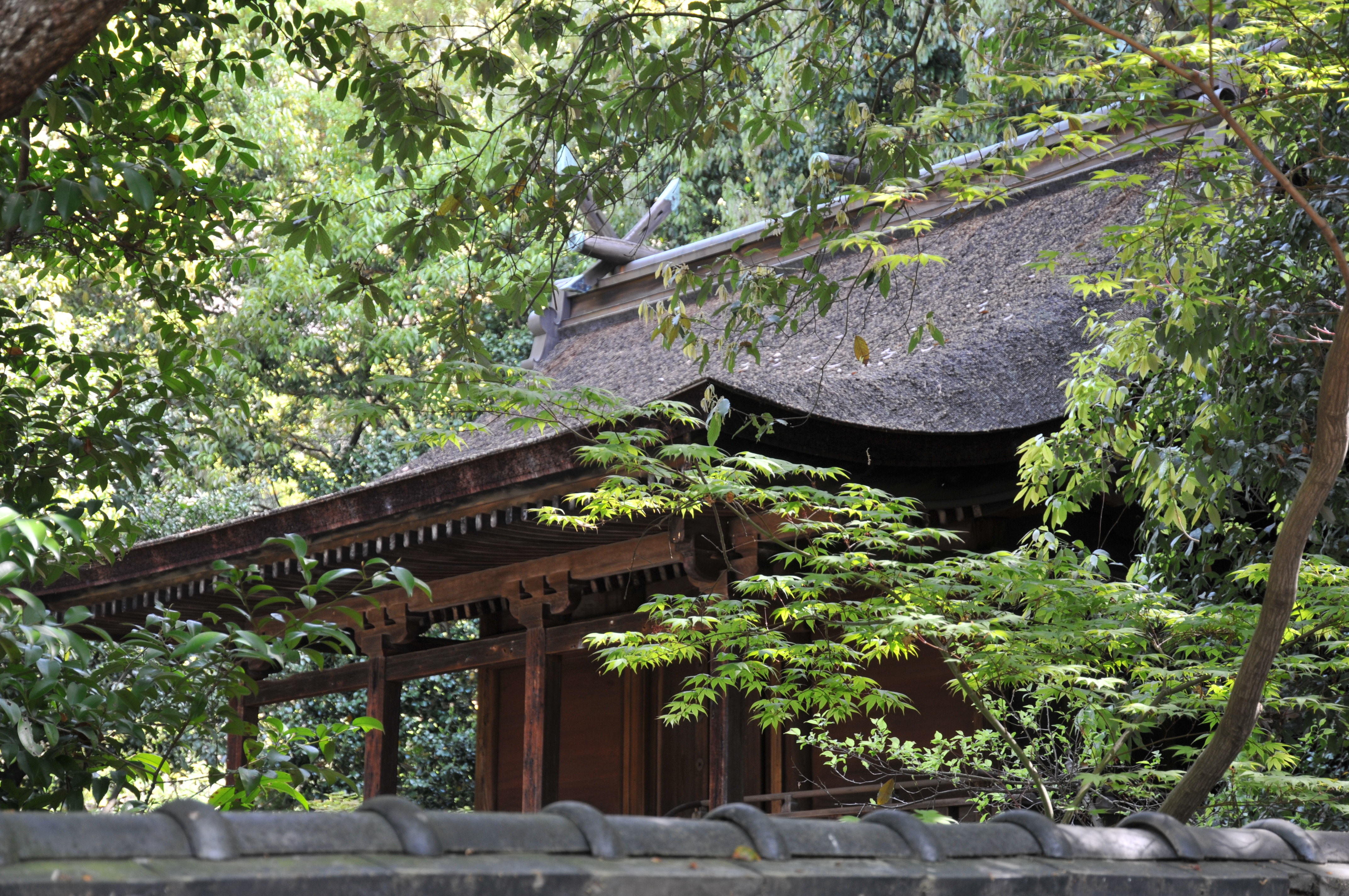
Honden, sett från sidan
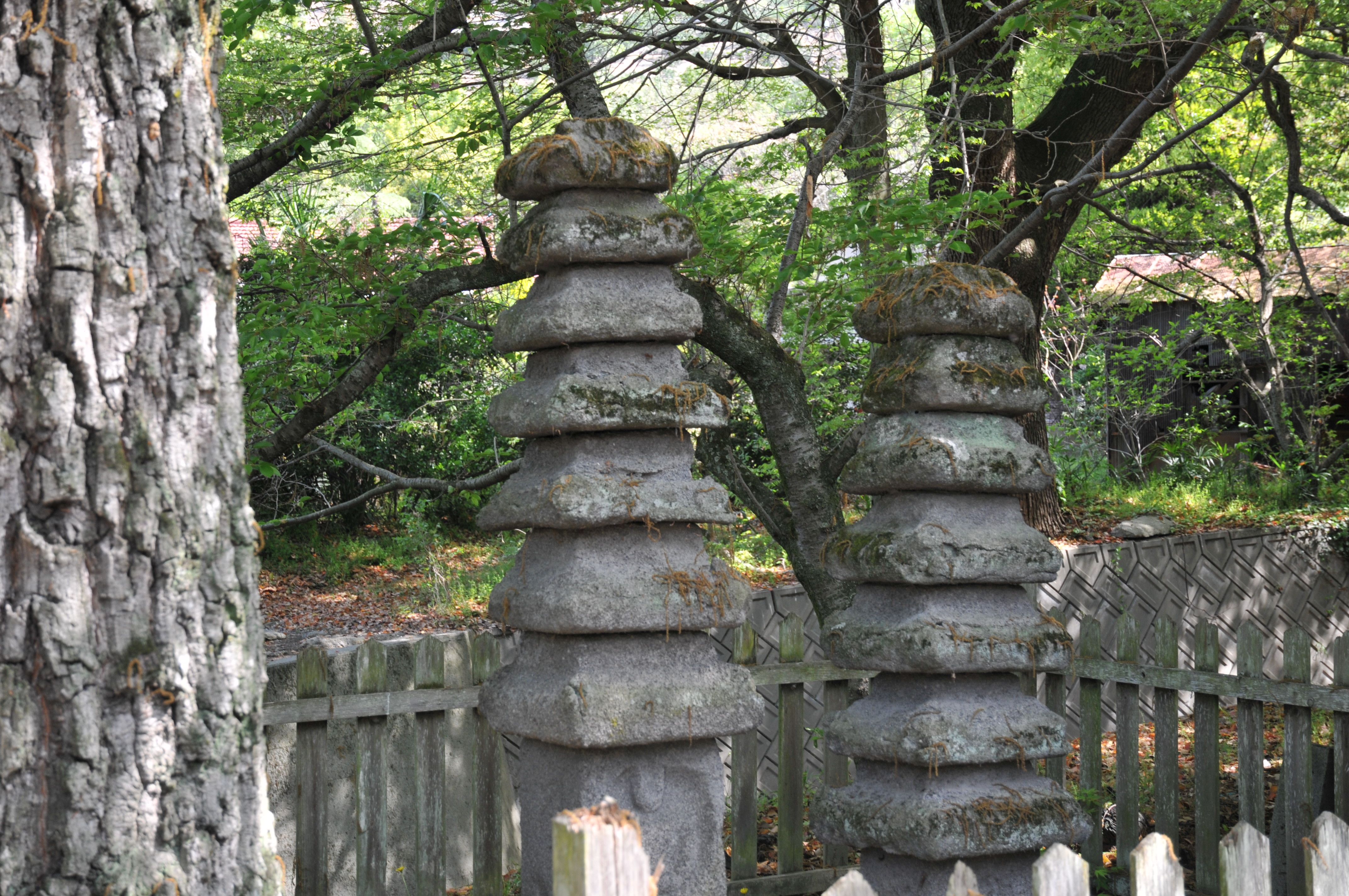
Stenpagoder
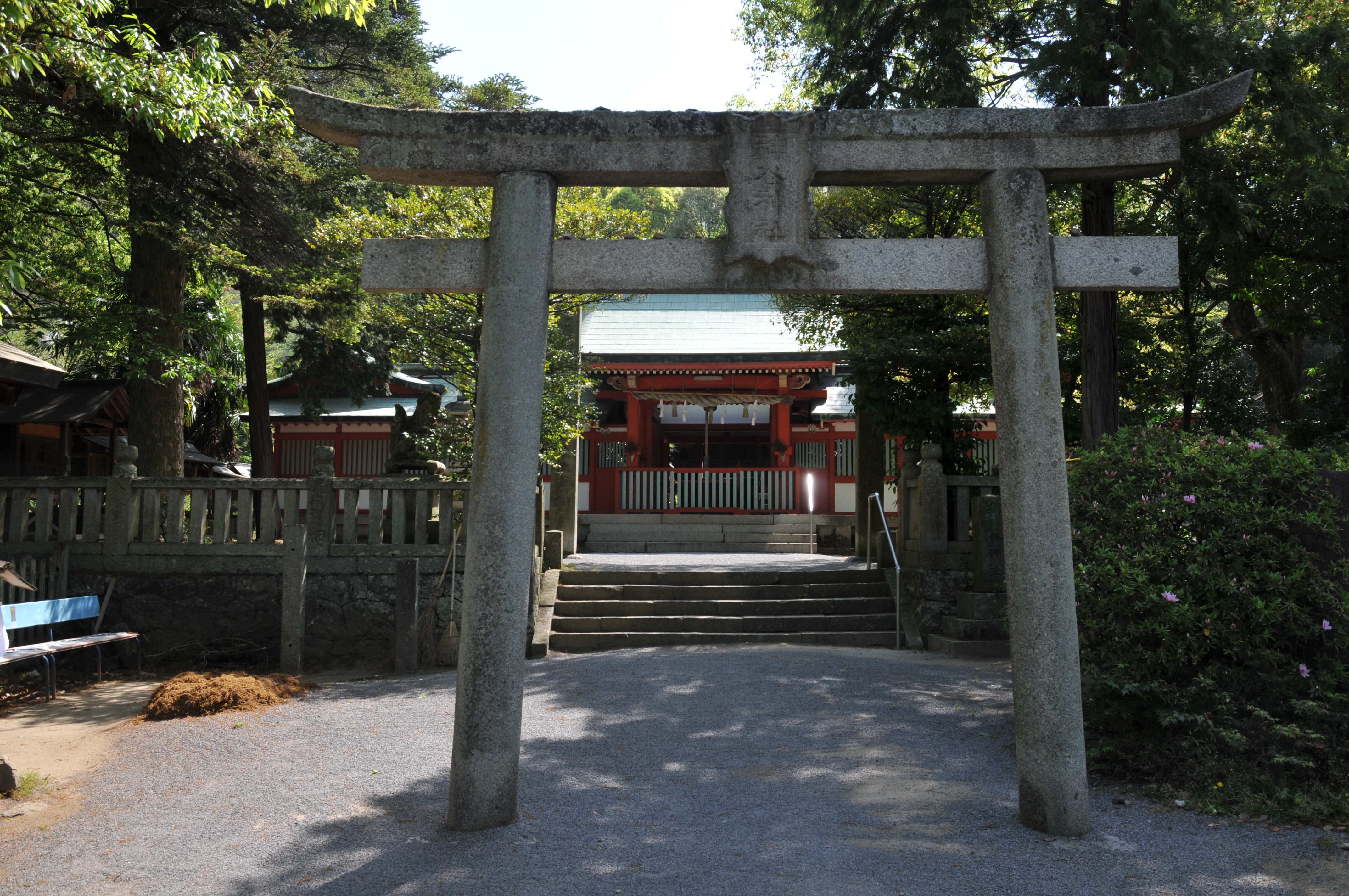
Torii och Haijo

## Setsumatsusha

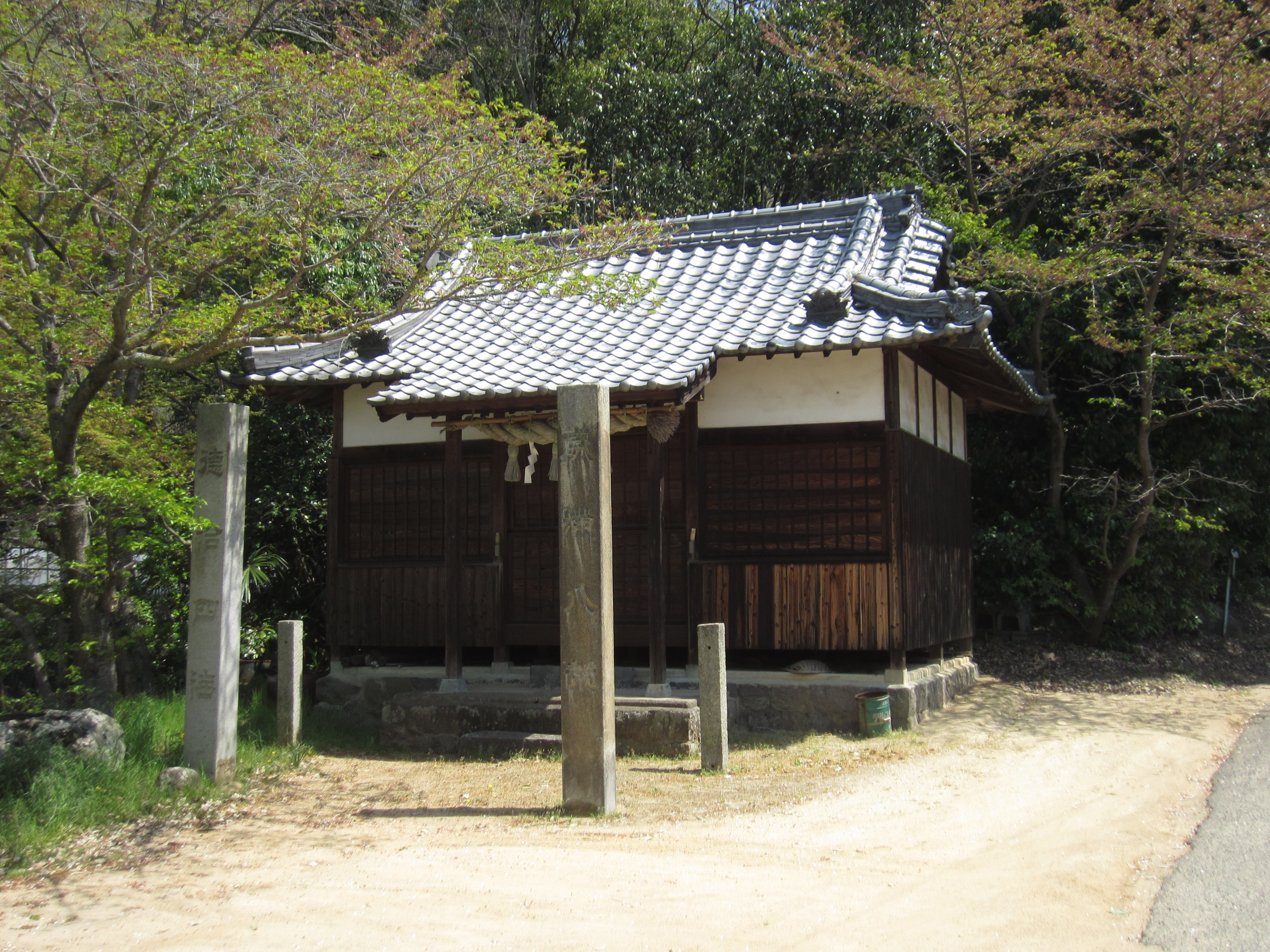
En helgedom tillägnad guden Kōjin

### Sessha
- Kō-jinja, belägen på vägen till områdets honden.

### Massha
Ett flertal mindre helgedomar finns på området.

## Kulturegendomar

### Nationalskatt
- Honden - Utnämnd 2 februari Shōwa 30 (1955)

### Viktig kulturegendom
- Två Zuijin-statyer i trä 
Stående statyer i par. De anses vara gjorda under tidig Kamakura-period. Utnämnda den 11 juni Shōwa 41 (1966) .

### Materiell kulturegendom
- Renga dikt (kalligrafi) 
Daterad till Meiō 2 (1493), och utnämnd den 21 februari Shōwa 33 (1958).
- Två dansmasker (hantverk) 
Utnämnda den 3 november Shōwa 36 (1961).
- Handkopia av Mahaprajnaparamita Sutra (skrift) 
Innehåller signaturer från både Kyōtoku 4 (1455) och Bunmei 13 (1481) Utnämndes den 10 januari Shōwa 42 (1967).